# Капела франків
Капела франків, також приділ Богородиці Скорботливої — капела, розташована праворуч від входу до Храму Гробу Господнього, побудована у XII столітті францисканцями. Біля капели розташована 10-а зупинка Шляху скорботи у католицизмі.

## Історія

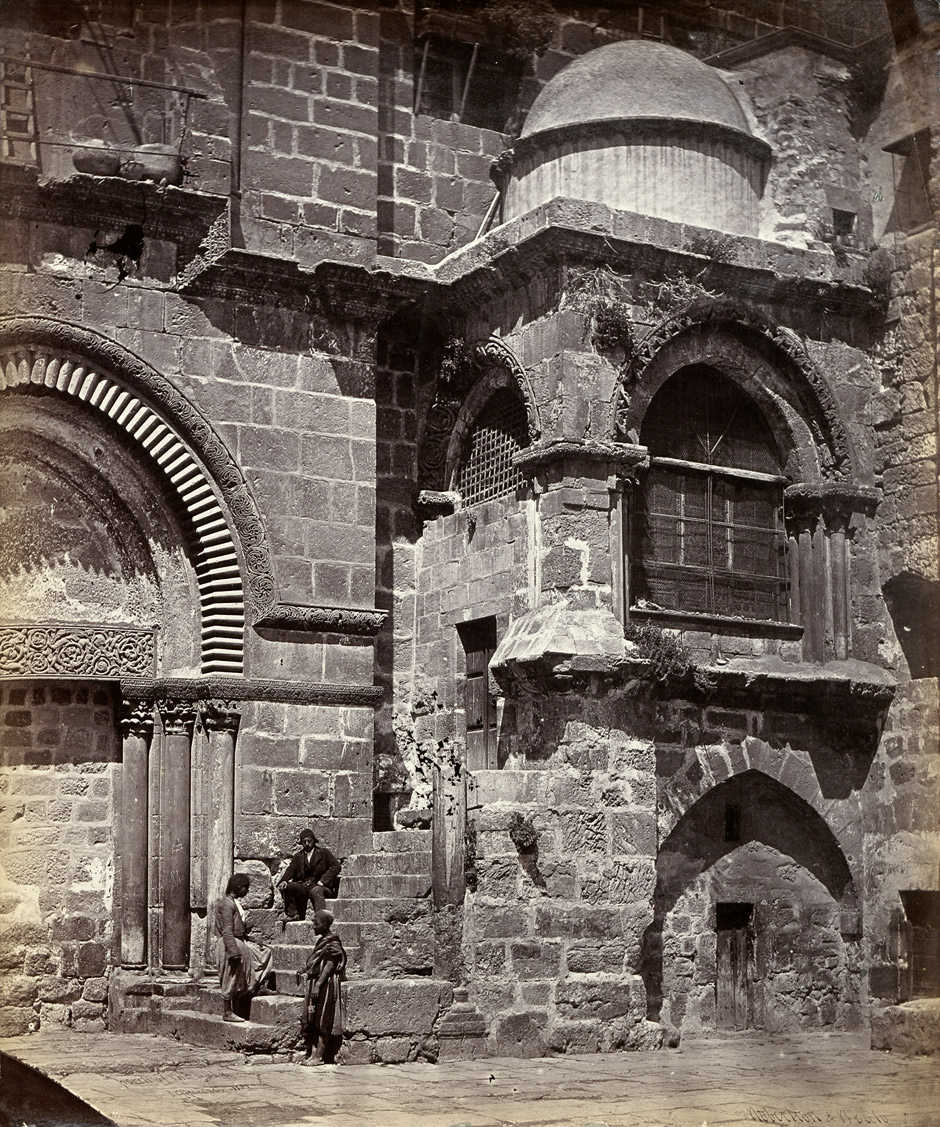
Фотографія 1859 року

Найбільш значущі споруди у Храмі Гробу Господнього були здійснені у XII столітті хрестоносцями — у 1130—1147 рр. були об'єднані в єдиний комплекс всі раніше роз'єднані місця, що вважаються пов'язаними зі смертю та воскресінням Ісуса Христа. Серед іншого, з південного боку був побудований у романському стилі фасад з двома проходами, а справа від них, на місці, де раніше був окремий вхід на Голгофу, була додана «Капела франків». Через те, що з неї можна було пройти до Голгофи, середньовічні прочани могли виконати обітницю й отримати відпущення гріхів, навіть коли сам храм був зачинений.
У 1187 році Салах ад-Дін розбив хрестоносців у битві при Хаттіні та захопив Єрусалим. В результаті, кількість паломників різко скоротилася. Щоб контролювати вхід до храму, цегляною кладкою було закладено правий вхід до храму, а також прохід із «Капели франків» на Голгофу.
У капелі знаходиться могила лицаря Філіппа д'Обіньє, який супроводжував імператора Фрідріха II у Єрусалим у 1229 році.

## Приналежність
Капела франків належить католицькій церкві, а під нею знаходиться православна каплиця Марії Єгипетської.

## Архітектура
Капела являє собою лоджію з двома заґратованими вікнами, до якої ведуть кам'яні сходи. Як і сам фасад, Капела франків виконана у романському стилі, проте очевидно, що конструкція капели додана до фасаду як окреме архітектурне рішення, можливо виконане пізніше, ніж був побудований сам фасад.